# Отрадне (Китмановський район)
Отра́дне (рос. Отрадное) — село у складі Китмановського району Алтайського краю, Росія. Входить до складу Семено-Красіловської сільської ради.

## Населення
Населення — 243 особи (2010; 319 у 2002).
Національний склад (станом на 2002 рік):
- росіяни — 95 %